# Явчуновський Яків Ісаакович
Яків Ісаакович Явчуновський (10 січня 1922, Суми, Українська СРР — 8 жовтня 1988, Саратов, Російська РФСР) — театрознавець, доктор мистецтвознавства.

## Біографія
У 1946 році закінчив Ленінградський університет за спеціальністю філолог-літературознавець. Його вчителями були Р. А. Гуковский і Б. М. Эйхенбаум. З 1962 року викладав у Саратовському університеті, з 1985 року став професором.
У 1966 році в Саратовському університеті захистив кандидатську дисертацію на тему «Проблема характеру в драматургії Миколи Погодіна» (керівник П. А. Бугаєнко). У 1982 році захистив у Ленінградському інституті театру, музики і кінематографії докторську дисертацію на тему «Жанрова еволюція сучасної драми».

## Творчість
Автор книг «Народний артист В. Слонов» (1961, Саратов), «Театр Миколи Погодіна. Проблеми характеру» (1964, Саратов). Писав статті й книжки переважно про історії, теорії та жанрах сучасної драматургії. Публікувався в журналах «Театр», «Литературное обозрение», «Волга», «Питання літератури», а також Саратовських газетах.

## Книги
- Григорій Коновалов. Саратов, Видавництво Саратовського університету, 1969.
- «Документальні жанри». Саратов, Видавництво Саратовського університету, 1974.
- «Драма вчора і сьогодні: Жанрова динаміка. Конфлікти і характери» Саратов, Видавництво Саратовського університету, 1980[4]
- «Драма на новому рубежі: Драматургія 70-х і 80-х років: конфлікти і герої, пробл. поетики» Саратов, Видавництво Саратовського університету, 1989[5]